# Critérium Internacional de Argel
El Critérium Internacional de Argel fue una carrera ciclista argelina que se disputó en 2014 antes del Tour de Argelia. Formó parte del UCI Africa Tour, dentro de la categoría 1.2.

## Palmarés
| Año  | Ganador      | Segundo       | Tercero           |
| ---- | ------------ | ------------- | ----------------- |
| 2014 | Thomas Rabou | Tarik Chaoufi | Essaïd Abelouache |

## Palmarés por países
| País         | Victorias |
| ------------ | --------- |
| Países Bajos | 1         |